# Maribo
Maribo er en central by og gammel købstad midt på Lolland med 5.786 indbyggere  (2025). Den er først og fremmest kendt som Domkirkebyen Maribo med sin majestætiske gamle klosterkirke, Maribo Domkirke, som vartegn. Den kendes også som digterpræsten Kaj Munks fødeby. Byen er en af de få danske købstæder, der ligger inde i landet – uden direkte sejlforbindelser til farvande og have omkring Danmark. Købstaden er omgivet af Maribosøerne, hvor der om sommeren sejler turistbåde rundt til de små øer. Fra byens station er der veteranbaneforbindelse, Museumsbanen Maribo-Bandholm, til den lille havneby Bandholm ved Smålandsfarvandet og til Nakskov og Nykøbing F med Lollandsbanen (Lokaltog).
Maribo bærer præg af at være en gammel by uden meget industri.[kilde mangler] I den sydlige del af centrum findes en række ældre bykvarterer med små gader og stræder. Ved domkirken findes ruiner af Skt. Birgitta Kloster fra 1416, der allerede var i forfald, da Leonora Christina boede her i slutningen af 1600-tallet. I dag findes en katolsk kirke i Maria Gade. Skt. Birgitta Kirke er opført til de polske roearbejdere i 1897. Andre ældre bygningsværker er Kapellangården fra 1756 og Maribo Rådhus fra 1856 på Torvet.
Maribo er et trafikknudepunkt på Lolland. Motorvej E47 passerer Maribo. Fra byen er der godt otte km til Sakskøbing, godt 13 til Rødby, godt 28 til Nakskov, 26 til Nykøbing Falster og 52 kilometer til Vordingborg. Maribo er hovedsæde for Lolland Kommune og tilhører Region Sjælland

## Historie
Maribo Kloster blev grundlagt i 1416 og oprettet af Dronning Margrete 1. (1353-1412) på gården Grimstrup. Maribo by opstod ved klostret. Købstaden Maribos historie hænger derfor uløseligt sammen med Skt. Birgitta Kloster (Maribo Kloster). På det sted hvor Maribo ligger nu, lå i begyndelsen af 1400-tallet en lille landsby Skimminge. En særlig orden inden for den katolske kirke, Birgittinerordenen, udvalgte dette sted til at opføre et kloster, viet til Jomfru Maria. Klosteret, som stod færdigt i 1416, var opdelt i to adskilte fløje – én for munke og én for nonner. De to grupper mødtes i dén klosterkirke, der skulle blive til Maribo Domkirke. Klosterkirken blev opført i årene 1413-1470. Birgittinerordenen søgte nu Paven om tilladelse til at kalde stedet for Maribo, en afledning af "Marie-bo": en "religiøs bolig for den hellige jomfru". Samme år som klosteret stod færdigt, fik det og den omkringliggende bebyggelse købstadsrettigheder af Erik af Pommern, og Paven gav sit samtykke til stednavnet Maribo i 1418. Herfra begynder byens historie. I Maribos byvåben ses Den hellige Birgitta af Vadstena, der grundlagde Birgittinerordenen.
Selv med købstadsrettigheder var det svært for Maribo at udvikle sig til en egentlig handelsby, fordi byen ikke lå ved havet. Men Maribo Kloster voksede i løbet af det 15. århundrede til et af Danmarks fornemste og mest betydningsfulde klostre, ikke mindst fordi mange af dets beboere og økonomiske støtter tilhørte adelen.[kilde mangler] Birgittinerordenen var også formynder over den nærliggende Østofte Kirke, som Christoffer af Bayern havde skænket Maribo Kloster, og som paven havde bekræftet i 1453. Købstaden Maribo skulle bistå klosteret økonomisk og stille med arbejdsduelige borgere, når bygningsarbejder var påkrævet. Helt frem til Reformationen begunstigede og stadfæstede adskillige konger, paver og kardinaler Maribo Klosters privilegier ved afladsbreve til dem, der skænkede gaver til klosteret. Efterhånden begyndte andre danske klostre at søge om optagelse i ordenen som Sankt Agnete Kloster i Roskilde i 1487. Mange velhavende mænd og kvinder lod sig udnævne til "brødre og søstre udenfor" for at få del i klosterets renommé. Klosteret var i fremgang og selv ikke Reformationen i 1536 mindskede klosterets magtmæssige betydning i sammenligning med andre danske klostre.

### 1500- og 1700-tallet
Som andre danske byer blev Maribo ramt af Grevens Fejde i 1534, og året efter sluttede byens borgere sig til Christian 2., angreb forgæves klosteret og deltog i plyndringer af adskillige herregårde på egnen. I 1535 kapitulerede de og hyldede Christian 3. i Nysted. Efter Reformationen i 1536 blev Maribo Kloster et adeligt jomfrukloster, som adelsmænd kunne henvise deres ugifte døtre til, og med tiden udviklede det sig til et alderdomshjem for ældre statelige kvinder. En af dem var Christian 4.'s datter Leonora Christina Ulfeldt der efter løsladelsen fra Blåtårn tilbragte sine sidste år i Maribo Kloster fra 1685-1698. Hun ligger begravet i domkirkens krypt og på gravstenen står: "Herre, havde dit ord ikke været min trøst, da havde jeg forgået i min elendighed." I 1500-tallet var der sket visse forandringer på stedet. En voldsom bybrand hærgede Maribo i 1549 og munkenes afdeling på klosteret lukkedes i 1551, 15 år efter katolicismens afskaffelse som statsreligion i Danmark. Der verserede rygter om, at det kneb med nonnernes kyskhed i de første årtier efter Reformationen. I 1563 måtte odensebiskoppen Niels Jespersen fremlægge alvorlige anklager mod nonnerne, dels for deres fastholden af den papistiske lære, dels for vedholdende rygter om usædelighed.
I 1596 hærgede endnu en storbrand Maribo, og klosterkirken blev købstaden Maribos sognekirke. Samme år lod Kongen rigskansleren gennemgå klosterets "livsførelse" og indsatte ved den lejlighed en ny fundats, der skulle fastholde den oprindelige tanke om et kloster for jomfruer. Lige lidt hjalp det dog for klosterets renommé, der havde lidt ubodelig skade. Maribo by hærgedes af endnu flere plager i 1601, idet Pesten ramte byen med ødelæggende kraft. I 1621 begyndte nedrivningen af Maribo Kloster, der fik ophævet sin ret som forsørgelsesanstalt. Klosterets formue samt bygninger/mursten blev i første omgang skænket til Sorø adelige Akademi og senere (ved adelakademiets nedlæggelse) skænket til Frederik 3. og Dronning Sophie Amalie i 1665. Munkeklosterdelen fik i 1647 funktion af præstebolig og beholdt denne funktion til 1770 med undtagelse af årene 1695-1718.
En bybrand i 1713 ødelagde 25 huse og gårde.
Grundet adskillige plager de følgende årtier havde Maribo by i 1769 bare 504 indbyggere. De nedrev året efter klosterets gamle munkeafdeling og erstattede den med en ny præstegård. Selv om klosterkirken bestod, blev Maribo nu ramt af økonomisk og betydningsmæssig tilbagegang. Byen var et lille og fattigt handelsområde. Ikke mindst fordi en række godsejere på Lolland, der havde store indtægter gennem kornavl på øens frugtbare jorde, omgik loven og handlede uden om den lille købstad. Denne fattigdom gjorde det for umuligt for byen at vedligeholde klosterkirken, der begyndte at forfalde.

### Fra 1800-tallet
I år 1800 var befolkningstallet på 680 i Maribo købstad. En lille styrkelse af byen indtraf i 1803, da Lolland-Falster, som hidtil havde været en del af Fyns Stift, blev gjort til et nyt selvstændigt stift, og klosterkirken blev områdets domkirke. Biskoppen residerede dog i Nykøbing Falster. Lige som amtmanden i Maribo Amt residerede i Nykøbing. Også Lolland-Falsters Stifttidende flyttede til Falsters hovedby. Først i 1843 kom der gang i en handelsudvikling, idet købmand A.C. Quade startede en omfattede handel med korn og benyttede Bandholm som udskibningshavn. Brændevinsbrænding var ligeledes en vigtig produktion i Maribo i 1800-tallet, lige som en større indvandring af polske sæsonarbejdere til roemarksarbejde i 1893 og 1929 satte sit præg på bybilledet. I 1896 fik byen sit eget bryggeri, Maribo Bryghus.

#### Maribo anno 1830
"Maribo", købstad i Musse Herred på Lolland omtrent midt i landet, i en køn egn ved Maribo Sø, ligger 1 1/2 mil fra Sakskøbing, 2 fra Rødby, 2 3/4 fra Nysted og 3 1/2 fra Nakskov, 10 1/2 fra Heiligenhafen i Holsten, 21 1/4 fra København.
Byen har 1.200 indbyggere, 173 gårde og huse i byen, og 11 huse og 2 møller udenfor samme, 8 gader og stræder, et meget stort torv – på midten af samme rådhuset – 4 porte og 1 kirke (den forrige klosterkirke). Denne er 109 alen lang og 87 alen af den har en bredde af 45 alen, 22 en bredde af 20 alen. Dens indvendige højde er 20 alen. Byens egentlige sognekirke afbrændte 1596; af dens levninger opførtes den såkaldte "Dronninggård". Klosterkirken blev da sognekirke. Klosteret kaldtes Skinninge, siden Maribo og var stiftet 1417 af Erik af Pommern for nonner af Skt Birgittæ orden.
Byen har tvende offentlige borgerskoler (med 200 børn). Byens egne jorder udgør (efter de meddelte oplysninger) 40 tønder land, og de kongejorder som byen har i leje 150 tønder. – Efter Dr. Paullis topografi: 500 tønder matrikuleret for 173 tønder hartkorn, deri indbefattet Maribo Ladegaards og byen Refshales hartkorn, der også hører til sognet – alle udskiftede og af middelmådig beskaffenhed. De vigtigste næringsveje er kornhandel og brændevinsbrænderi.
I byen bor, foruden de sædvanlige embedsmænd, biskoppen og amtsforvalteren. Byfogeden er tillige byskriver. Byens våben er et stående fruentimmer, formodentlig Jomfru Maria, da byen vel skylder Mariæ klosteret sit våben, som sit navn. Torvedage haves ikke, men mandag og torsdag er korntorv i Bandholm – toldstedet – omtrent 1 mil fra byen, hvor købmændene har de fleste af deres pakhuse. Konsumptionen var i 1828 omtrent 16,238 rigsbankdaler (hvoraf 7588 alene brændevinsafgift). Maribo har bedst vand af alle købstæder på Lolland. I stedet for borgervæbning er et politikorps påtænkt.
Byen har en skøn beliggenhed, mellem 2 søer, af hvilke søndersøen (Maribo Sø) er størst; dens omkreds udgør 4 mil. Dens omegn og skovbegroede holme frembyder de mest maleriske udsigter. På den i søen liggende ø Borø har tilforn stået et slot som 1251 skal være nedbrudt, efter at have stået i 400 år. Nær ved byen ligger en smuk lille skov, "Bangs have" kaldet, med en vakker udsigt over hovedgårdene Søholt og Engestofte. En anden – Lysemose Skov – er indvånernes jævnlige forlystelsessted. Posten fra København ankommer og afgår til Nakskov søndag og onsdag aften; ankommer fra Nakskov og afgår mandag og torsdag nat.
I domkirken ligger Christian IVs elskede datter Eleonora Christine, siden 1698 begravet. Den ligsten, der har dækket hendes hvilested, var i sønderbrudt tilstand, da den (i 1829) optoges for at indfattes i en ny ramme. I gravstedet fandtes en pandeskal, en del andre ben, nogle messing- og jernzirater, samt et stykke guldtresse – de sidste formodentlig anbragt på den ganske hensmuldrede kiste. Disse levninger af den ædle kongedatter bliver nu samlet i en ny egekiste og nedsat i den udbedrede grav, over hvilken den gamle mindeværdige og restituerede ligsten vil vorde lagt.
I den smallere del af kirken, Jomfrukoret kaldet, holdes landemode. Her er opstillet et af bogtrykker K. H. Seidelin, 1795 stiftet provincial-bibliotek, der p.t. tæller over 7000 bind. I Maribo er et bogtrykkeri.

### Den tidlige industrialisering
Maribos befolkning var stigende i slutningen af 1800-tallet men stagnerede i begyndelsen af 1900-tallet: 1.667 i 1850, 1.960 i 1855, 1.992 i 1860, 2.156 i 1870, 2.403 i 1880, 2.542 i 1890, 3.838 i 1901, 3.750 i 1906 og 3.874 i 1911.
Maribo havde toldsted og ladeplads ved Bandholm. Ved lov af 20. november 1868 (koncession af 8. januar 1869) fastsloges anlægget af en jernbane mellem Maribo og Bandholm. Banen, der ejedes af et privat interessentskab, åbnedes 2. november 1869. Desuden blev Maribo station på Lolland-Falster-banen. Regeringen gav i henhold til lov af 25. marts 1872 Privatbanken koncession på anlægget af en jernbane fra Orehoved over Nykøbing og Maribo til Nakskov med sidebane til Rødby. Privatbanken overlod koncessionen til et eget aktieselskab, og 22. august 1872 åbnedes den 3 mil lange banestrækning Orehoved—Nykøbing, den 1. juli 1874 den 8,6 mil lange bane fra Guldborg Sund over Sakskøbing og Maribo til Nakskov og Rødby.
Af fabrikker og industrielle anlæg havde byen i 1855: 1 bogtrykkeri, 5 ølbryggerier, 10 brændevinsbrænderier, 1 chokoladefabrik, 2 garverier, 1 kalkbrænderi, 4 pottemagerier, 1 vatfabrik, 2 tøjfabrikker, 1 teglværk. Af fabrikker og industrielle anlæg havde byen i 1871: 1 bogtrykkeri, 3 ølbryggerier, 2 brændevinsbrænderier, 4 garverier, 1 kalkbrænderi, 2 pottemagerier, 2 tøjfabrikker, 1 teglværk, 2 uldspinderier, 1 dampmølle, 2 møller. Af fabrikker og industrielle anlæg havde byen ved århundredeskiftet: 1 dampmølle (aktieselskab, 34 arbejdere), 1 trævarefabrik (12 til 16 arbejdere), 3 ølbryggerier (15 arbejdere), 1 maskin- og waggonfabrik ("Vulcan", 130—140 arbejdere), 1 uldspinderi, 1 svineslagteri (aktieselskab, 16 arbejdere), 1 kalkbrænderi, 2 pottemagerier, 1 mejeri, 1 sodavandsfabrik, 1 jernstøberi, 1 i 1897 anlagt sukkerfabrik på Skovnæs og fra 1898 hørende under De danske Sukkerfabrikker (300 arbejdere), og 1 bogtrykkeri.
Befolkningens næringsmæssige sammensætning var i 1890: 328 levede af immateriel virksomhed, 1.247 af håndværk og industri, 478 af handel og omsætning, ingen af søfart, 4 var fiskere, 51 af jordbrug, 26 af gartneri, 306 af andre erhverv, 71 af deres midler, 28 nød almisse, og 3 var i fængsel. I landdistriktet i 1890 var næringsfordelingen: 4 levede af immateriel virksomhed, 97 af jordbrug, 11 af industri, 4 af handel, 33 af daglejervirksomhed og 3 af deres midler. Ifølge en opgørelse i 1906 var indbyggertallet 3.750, heraf ernærede 306 sig ved immateriel virksomhed, 65 ved landbrug, skovbrug og mejeridrift, 6 ved fiskeri, 2.238 ved håndværk og industri, 685 ved handel og omsætning, 210 ved samfærdsel, 82 var aftægtsfolk, 132 levede af offentlig understøttelse og 26 af anden eller uangiven virksomhed.
I Maribo blev afholdt 5 markeder: 3 i fasten med heste og kvæg, 1 i juni med kram, heste og kvæg og 1 i oktober med kram.

### Mellemkrigstiden
Gennem mellemkrigstiden var Maribos indbyggertal nærmest stagnerende: i 1916 4.196, i 1921 4.442, i 1925 4.618, i 1930 4.606, i 1935 4.490, i 1940 4.399 indbyggere. Men samtidig skete der en vækst i forstaden Ny Østergade og Idasminde i Hunseby Kommune samt Håred i Hillested Sogn, hvor der bosatte sig en række personer med arbejde i Maribo.
| År                   | 1916  | 1921  | 1925  | 1930  | 1935  | 1940  |
| -------------------- | ----- | ----- | ----- | ----- | ----- | ----- |
| Maribo købstad       | 4.196 | 4.442 | 4.618 | 4.606 | 4.490 | 4.399 |
| Ny Østergade         | -     | -     | 253   | 299   | 314   | 359   |
| Håred                | -     | -     | -     | -     | 169   | 52    |
| Maribo med forstæder | 4.196 | 4.442 | 4.871 | 4.905 | 4.804 | 4.758 |

Ved folketællingen i 1930 havde Maribo 4.606 indbyggere, heraf ernærede 378 sig ved immateriel virksomhed, 1.8734 ved håndværk og industri, 869 ved handel mm, 400 ved samfærdsel, 138 ved landbrug, skovbrug og fiskeri, 485 ved husgerning, 410 var ude af erhverv og 53 havde ikke oplyst indkomstkilde.
| Næringsveje          | Landbrug m.v. | Håndværk, industri | Handel og omsætning | Transport | Immateriel virksomhed | Hus- gerning | Ude af erhverv | Uangivet | I alt |
| -------------------- | ------------- | ------------------ | ------------------- | --------- | --------------------- | ------------ | -------------- | -------- | ----- |
| Maribo købstad       | 138           | 1.873              | 869                 | 400       | 378                   | 485          | 410            | 53       | 4.606 |
| Ny Østergade         | 34            | 111                | 41                  | 25        | 17                    | 28           | 43             | 0        | 299   |
| Maribo med forstæder | 172           | 1.984              | 910                 | 425       | 395                   | 513          | 453            | 53       | 4,905 |

### Efterkrigstiden
Efter 2. verdenskrig fortsatte Maribo sin stagnerende befolkningsudvikling. I 1945 boede der 4.681 indbyggere i købstaden, i 1950 5.141 indbyggere, i 1955 5.197 indbyggere, i 1960 5.235 indbyggere og i 1965 2.590 indbyggere. Den 1. april 1950 blev forstaden Ny Østergade indlemmet i Købstaden. Noget senere fremvoksede en ny forstad, Refshale, i Maribo købstads landdistrikt.
| År                   | 1945  | 1950  | 1955  | 1960  | 1965  |
| -------------------- | ----- | ----- | ----- | ----- | ----- |
| Maribo købstad       | 4.681 | 5.141 | 5.197 | 5.235 | 5.232 |
| Ny Østergade         | 420   | -     | -     | -     | -     |
| Refshale             | -     | -     | -     | 22    | 17    |
| Maribo med forstæder | 5.101 | 5.141 | 5.197 | 5.257 | 5.249 |

### Moderne tider
I 1970 blev Maribo Amt ophævet og Maribo by kom nu til at høre under det større Storstrøms Amt. Det blev opløst i 2007 og afløst af Region Sjælland. I dag regnes Maribo og Nykøbing Falster som et kulturelt centrum for Lolland-Falster med alle sine museer, Domkirken og adskillige herregårde i omegnen. Der er kort afstand til skove, søer, havet og Knuthenborg Safaripark.
I 2008 lukkede Maribo Bryghus, efter det i nogle år havde været ejet af Royal Unibrew, da det ikke længere var rentabelt at drive.

## Demografi
Tekst mangler, hjælp os med at skrive teksten

## Transport og infrastruktur
Danmarks første privatbane, Maribo-Bandholm Jernbane åbnede i 1869 og forbandt Maribo og Bandholm på nordkysten af Lolland. Driften blev dog stoppet i 1952 og i dag kører den kun som en del af Museumsbanen Maribo-Bandholm.
Lollandsbanen stopper på Maribo Station på vej fra Nykøbing Falster til Nakskov.
Sydmotorvejen går nord om byen og primærrute går igennem byen fra Nykøbing Falster til Tårs.

## Erhverv
En stor del af byens erhverv ligger i den nordlige ende af byen, og den tæller bl.a. en afdeling for advokatfirmaet Advodan.
Detailhandel i byen ligger primært omkring Torvet ved det gamle rådhus, som i dag indeholder en turistinformation, og breder sig op ad Vestergade og Østergade på begge sider af Torvet. Derudover findes Lollandscentret på sydsiden af Østergade, som indeholder en række butikker og caféer.
Hotel Søpark ligger centralt i byen tæt ved Domkirken og med udsigt over Søndersø. Det har tre stjerne og 109 værelser. Det er ejet af Milling Hotels, der også har hoteller i Odense, Kolding og Middelfart. I den sydvestlige del af byen, mellem frilandsmuseet og Søndersø ligger Maribo Sø Camping.
Indtil Maribo Sukkerfabrik blev lukket af De Danske Sukkerfabrikker i 1962 var dette en stor arbejdsgiver i byen.
I mange år var Maribo Bryghus en af byens største virksomheder. Det stod en overgang for 50% af alle pilsnere solgt på Lolland-Falster. Selskabet var grundlagt i 1895, men lukkede i 2008, da det var for småt til at være rentabelt.

## Uddannelse
Maribo Gymnasium blev grundlagt i 1937 i det centrale Maribo, og har i dag omkring 400 elever. Oplandet tæller et stort område omkring Maribo, da de nærmeste gymnasier er i Nakskov og Nykøbing Falster.
VUC Storstrøm har en afdeling i byen.
CELF tilbyder erhvervsrettede uddannelser inden for transport og logistik i Maribo.
Der findes flere folkeskoler, heriblandt Sankt Birgitta Skole, der er en katolsk privatskole.

## Kultur
Bymuseet Stiftsmuseet Maribo ligger på banegårdspladsen og viser ting fra 14.000 års historie i området. Storstrøms Kunstmuseum havde tidligere lokaler i samme bygning, men i 2007 flyttede det til Fuglsang Gods under navnet Fuglsang Kunstmuseum. Derudover findes Maribo Frilandsmuseum med gamle huse og værksteder genopført på området. Både Stiftsmuseet Maribo og Maribo Frilandsmuseum er en del af Museum Lolland-Falster.
Maribo Miniby eller Minibyen i Maribo åbnede i 2011 og har omkring 70 bygninger fra mellem 1850 og 1900, opbygget som byen så ud i denne periode. De er alle bygget i skala 1:10.
Nørregadeteatret er et egnsteater, der ligger i byen. Her blev et afsnittene til femte sæson af Natholdet optaget med Mick Øgendahl som medvært i 2012. Teatret holder til i Kulturværket, hvor der også bliver forevist biografforestillinger, afholdt koncerter og lavet kunstudstillinger. Bygningen blev opført 1911 som elværk, og den blev indviet som kulturhus i 2011.
Fra en bådebro ud for domkirken afgår turbåden Anemonen, som sejler rundt på Søndersø og ud til Borgø, hvor resterne af Refshaleborg kan ses.
Museumsbanen Maribo-Bandholm kører på strækningen, hvor den nu nedlagte Maribo-Bandholm Jernbane ligger. Museumsbanen blev grundlagt i 1962, og den omfatter lokomotiver og vogne fra 1869 til 1935 fra flere af landets privatbaner.
Maribo Jazz er en firedages musikfestival, der bliver afholdt hvert år, den tredje weekend i juli måned.
Maribo Rock var i flere år en årligt tilbagevendende musikfestival i byen. Den blev afholdt for sidste gange i 2015 efter flere år med dårligt billetslag. Festivalen startede i 1995 og i årenes løb har bl.a. Shu-bi-dua, Gnags, Lars Lilholt, Kim Larsen & Kjukken, Infernal og Big Fat Snake spillet på festivalen.
Maribo Domkirke blev opført i 1400-tallet som klosterkirke til Maribo Kloster, der blev grundlagt af munke fra Vadstena kloster i Sverige. I dag står kun kirken tilbage, der siden er blevet gjort til domkirke. Ruinerne fra klostret findes ved siden af.
I anlægget ved siden af Maribo Gamle Rådhus ses en statue af bysbarnet Kaj Munk, skabt af billedhugger Henry Luckow-Nielsen og skænket i 1964 som en gave fra Henry Petersen, direktør for P. Hatten og Co.

### Sport
Maribo Hallerne inkluderer Maribo Svømmehal og det tilhørende atletikstadion. Maribo Boldklub spiller her. Maribo Kajakklub og Maribo Roklub har baner på 2 km i Søndersø. Roklubben blev stiftet i 1896 og kajakklubben i 1957. Kajakklubben er med over 2600 medaljer ved Danmarksmesterskaber og 85 OL-, VM- og EM-medaljer (opgjort i februar 2018) en af de mest succesrige danske kajakklubber. Maribo Sø Golfklub ligger i den østlige udkant af byen ud til søen.

## Galleri
- Maribos gamle bydel.
- Gammelt hospital.

## Kendte fra Maribo
- H.N. Clausen 1793-1877. Teolog og politiker
- Frederik Sneedorff Birch 1805-1869. Forfatter
- Rasmus Malling Hansen 1835-1890. Opfinder af skrivekuglen
- Agnes Rehni 1887-1966. Skuespiller, mest kendt som fru Sejersen fra Far til fire
- Kaj Munk 1889-1944. Præst og dramatiker
- Svend Ramsby 1902-1976. Arkitekt
- Erik Ramsby 1905-1993. Civilingeniør, erhvervsleder og atlet medlem af Akademisk Idrætsforening.
- Jens Bjerre 1921- Eventyrer og filmmand
- Flemming Møller 1950- Dyrlæge og politiker